# سیتا

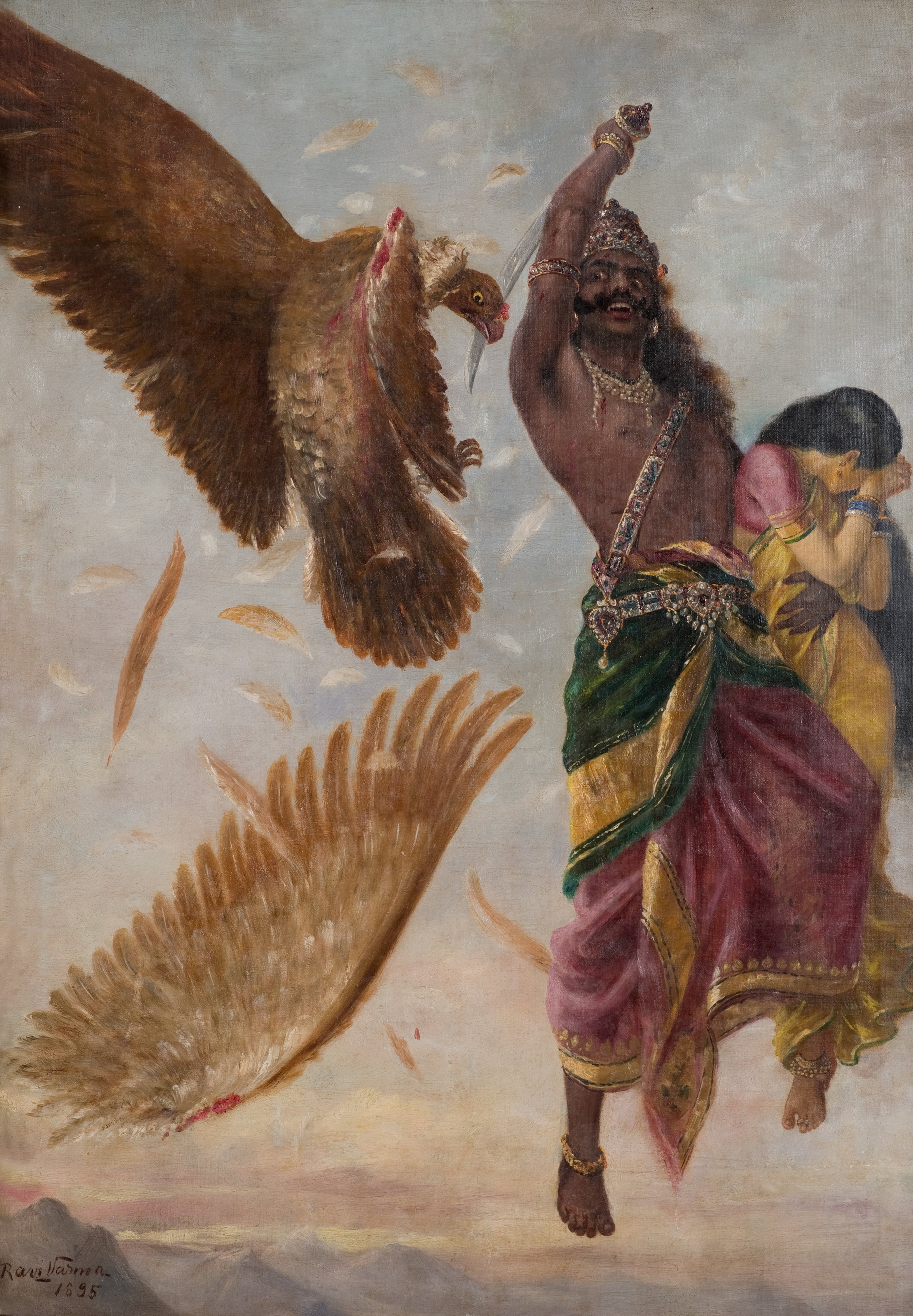
راوانا، سیتا را می‌رباید.

'سیتا'(سانسکریت:सीता) همسر راما (هفتمین اوتار ویشنو در آئین هندو) است. هندوان سیتا را الگویی برای زنان می‌دانند. سیتا، اوتار لاکشمی، یکی از نمودهای شاکتی است، که با نام سیتا بر زمین فرود آمد. سیتا، از شخصیتهای اصلی کتاب حماسی هندو، رامایانا است.